# Цель — Марс
«Цель — Марс», другое название «Марс: Подполье» (англ. The Mars Underground) — документальный фильм режиссёра Скотта Дж. Джилла. Фильм снят по книге Роберта Зубрина «The Case for Mars».
Существует французская адаптация фильма: «Цель — Марс» (фр. Objectif Mars).

## Сюжет
Титры в начале фильма: «Первая высадка на Марс — октябрь 2016 года».
Пилотируемый полёт на Марс обсуждается уже больше десяти лет. Крупнейшие мировые космические агентства ведут разработку проектов по отправке первых космонавтов на красную планету. Некоторые учёные считают, что Марс — это будущее человечества в космосе. Для других эта планета слишком далека и слишком опасна, а её освоение потребует больших финансовых затрат.
Доктор Роберт Зубрин, аэрокосмический инженер, уже несколько лет убеждает мировое сообщество, что пилотируемый полёт на Марс должен быть следующей космической программой. Космические проекты на околоземной орбите — это пройденный этап. Следующий логический шаг человечества в истории освоения космоса — Марс. Он больше всех из планет Солнечной системы похож на Землю и располагает необходимыми ресурсами для жизни. Марс поможет найти ответ на вопрос — есть ли жизнь во Вселенной или земная жизнь одинока в космосе. Именно освоение Марса покажет, сможет ли человечество оторваться от родной планеты и стать видом разумной жизни, способным путешествовать в космическом пространстве.
Фильм снят по книге Роберта Зубрина.

## Награды
В 2006 году фильм стал победителем на фестивале «HDFest» в категориях:
- Best Directing in a HD Documentary — Скотт Дж. Джилл;
- Best High-Definition Documentary— Скотт Дж. Джилл.

## Восприятие
Авторы фильма вынесли на его обложку слова кинорежиссёра Джеймса Кэмерона: 
Вдохновляюще! Этот фильм — манифест новой космической революции.Джеймс КэмеронОригинальный текст (англ.)Inspirational! This film is the manifesto of the new space revolution.